# Euro Nitro Series
Die Euro Nitro Series (ENS) ist eine europäische Rennserie für funkferngesteuerte Modellautos, die seit 2013 ausgetragen wird. Nach den offiziellen Europameisterschaften der EFRA ist sie die einer der bedeutungsvollsten pan-europäische Rennserien. Im Gegensatz zu ihren Schwesterserien mit Elektromotoren, der Euro Touring Series und der Euro Offroad Series werden bei den ENS-Rennen Verbrennungsmotoren mit Nitromethan als Treibstoff eingesetzt.

## Technik
Zugelassen sind in der ENS zwei Klassen von Verbrenner-Fahrzeugen. In der Klasse 1:8 werden Modellautos mit einem Motor mit maximal 3,5 cm³ gefahren. Diese nutzen Karosserien die der Form der Le-Mans-Prototypen nachempfunden sind. In der Klasse 1:10 sind es hingegen Tourenwagen-Karosserien und ein Hubraum bis zu 2,11 cm³.
Das Reglement legt zusätzlich maximale Abmessungen sowie auch das Mindestgewicht der Fahrzeuge fest. Die technischen Regeln sind offener gestaltet, als die der entsprechenden EFRA-Europameisterschaften.

## Saisonübersicht
Die Rennen finden in der Sommerzeit ausschließlich im Freien statt.
| Saison | Lauf 1     | Lauf 2        | Lauf 3        | Lauf 4    |
| ------ | ---------- | ------------- | ------------- | --------- |
| 2022   | Fiorano    | Ettlingen     | Aigen-Schlägl | Apeldoorn |
| 2021   | Aigen      | -             | -             | -         |
| 2020   | Aigen      | Apeldoorn     | -             | -         |
| 2019   | Bologna    | Rucphen       | Aigen-Schlägl | Ettlingen |
| 2018   | Rucphen    | Ettlingen     | Aigen-Schlägl | Fiorano   |
| 2017   | Mulhouse   | Ettlingen     | Aigen-Schlägl | Fiorano   |
| 2016   | Bologna    | Ettlingen     | Aigen-Schlägl | Fiorano   |
| 2015   | Bologna    | Aigen-Schlägl | Ettlingen     | Fiorano   |
| 2014   | Melzo      | Aigen-Schlägl | Hockenheim    | Fiorano   |
| 2013   | Hockenheim | Kirchberg     | -             | -         |

## Meister
Seit 2013 werden in der ENS Meistertitel vergeben. Erfolgreichster Fahrer ist Simon Kurzbuch mit fünf Gesamtsiegen.
| Saison | 1:8            | 1:8 40+        | 1:10            |
| ------ | -------------- | -------------- | --------------- |
| 2020   | Simon Kurzbuch | Michael Salven | Dominic Greiner |
| 2019   | Simon Kurzbuch | Andreas Giesa  | Teemu Leino     |
| 2018   | Dario Balestri | Arie Manten    | Jilles Groskamp |
| 2017   | Simon Kurzbuch | -              | Bruno Coelho    |
| 2016   | Simon Kurzbuch | -              | Teemu Leino     |
| 2015   | Dario Balestri | -              | Jilles Groskamp |
| 2014   | Simon Kurzbuch | -              | Eric Dankel     |
| 2013   | Robert Pietsch | -              | Eric Dankel     |